# Carmichaelia odorata
Carmichaelia odorata är en ärtväxtart som beskrevs av William Jackson Hooker. Carmichaelia odorata ingår i släktet Carmichaelia och familjen ärtväxter.

## Underarter
Arten delas in i följande underarter:
- C. o. odorata
- C. o. pilosa